# Garelli Noi
Die Garelli Noi war ein leichtes Mofa des italienischen Herstellers Garelli, das von 1979 bis 1991 produziert wurde. Sie wurde als Nachfolgerin der Eureka-Baureihe entwickelt und hatte einen liegenden Einzylindermotor mit 49 cm³ Hubraum. Die Serie war besonders in Italien weit verbreitet und wurde in mehreren Ausführungen produziert.
Die Bauweise der Garelli Noi zeichnete sich durch einen stabilen Rohrrahmen, einfache Bedienbarkeit und ein klassisches Design aus. Im Laufe der Baujahre wurden verschiedene Modellversionen wie die Noi Lusso, Noi Matic, Noi De Luxe sowie die luxuriöse Sonderedition Noi Trussardi angeboten. Letztere wurde im Jahr 1983 als limitierte Auflage in Zusammenarbeit mit dem italienischen Modedesigner Nicola Trussardi gefertigt.
Technisch blieb das Fahrzeug weitgehend unverändert, erhielt aber im Laufe der Jahre kleinere Modernisierungen wie elektrische oder Kickstarteinrichtung, automatische Gemischschmierung und neue Leichtmetallräder.
1980 fuhr Roberto Patrignani (1935–2008), bekannt durch seine Erfolge im Rennsport der 1950er und 1960er Jahre sowie durch seine journalistischen Beiträge und abenteuerlichen Reisen, mit einer Garelli Noi von Charleston nach Los Angeles. Die Strecke, die er dabei zurücklegte, betrug ca. 4450 km.
USA Coast-to-Coast Tour

## Technische Daten
| Merkmal               | Angabe                                 |
| --------------------- | -------------------------------------- |
| Motortyp              | Einzylinder-Zweitaktmotor, luftgekühlt |
| Hubraum               | 49 cm³                                 |
| Bohrung × Hub         | 40 mm × 39 mm                          |
| Verdichtung           | 8 : 1                                  |
| Leistung              | 1,5 kW bei 4500/min                    |
| Zündung               | Magnetzündung                          |
| Vergaser              | Dell’Orto SHA 14/9                     |
| Kraftstoff            | 1 : 25 (Öl-Benzin Gemisch)             |
| Antrieb               | Kette                                  |
| Kupplung              | Fliehkraftkupplung                     |
| Rahmen                | Zentralrohrrahmen aus Stahl            |
| Vorderradaufhängung   | Teleskopgabel                          |
| Hinterradaufhängung   | Schwinge mit Stoßdämpfer               |
| Reifen vorne/hinten   | 2,25 × 16"                             |
| Bremsen               | Trommelbremse vorn und hinten          |
| Leergewicht           | 45 kg                                  |
| Höchstgeschwindigkeit | ca. 40 km/h                            |
| Verbrauch             | ca. 2,5 l/100 km                       |
| Tankinhalt            | 3,2 Liter                              |

## Varianten
- Noi Lusso: einfache Grundversion mit Standardausstattung
- Noi Matic: mit 2-Gang Automatikgetriebe
- Noi De Luxe: mit Kickstart und Aluzylinder
- Noi Trussardi: Sondermodell 1983, limitiert auf ca. 1500 Stück, in Zusammenarbeit mit dem Modedesigner Nicola Trussardi. Farbe „Kaki“, Sattel in Lederoptik, verchromte Seitenabdeckungen.